# Phaonia fanjingshana
Phaonia fanjingshana är en tvåvingeart som beskrevs av Xue, Chen och Xiaolong Cui 1997. Phaonia fanjingshana ingår i släktet Phaonia och familjen husflugor. Inga underarter finns listade i Catalogue of Life.